# Bathophilus proximus
Bathophilus proximus är en fiskart som beskrevs av Regan och Trewavas, 1930. Bathophilus proximus ingår i släktet Bathophilus och familjen Stomiidae. Inga underarter finns listade.